# Torite (Sudão do Sul)

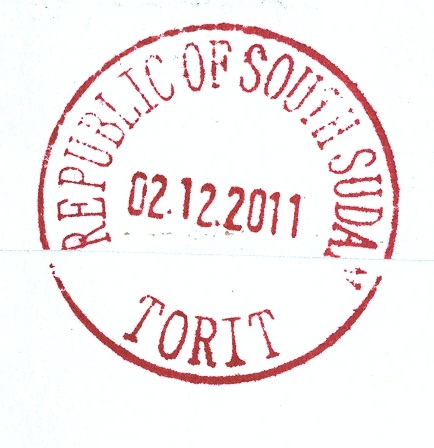
Cancelamento postal de Torite

Torite, ou Torit, é uma cidade localizada no Sudão do Sul, localizada no condado de Torite. É a capital do estado sul-sudanês chamado Equatória Oriental, na parte sudeste do Sudão do Sul, perto da fronteira internacional com a República da Uganda. A sua localização fica a cerca de 150 km (93 milhas), por estrada, a leste de Juba, a capital e maior cidade do país. O Governo do Sudão do Sul celebra o "Dia da Revolução de Torite" em 18 de agosto, que é declarado como "dia dos veteranos de guerra", uma comemoração oficial e anual em toda a região.

## Pontos Turísticos
- Mausoléu de Fr Saturlino Ohure
- Sede do Condado de Torite
- Sede do estado de Equatória Oriental
- Hospital de Torite
- Hospital Estadual de Torite
- Estrada Juba-Lokichogio
- Aeroporto de Torite
- Lomoliha Market - O mercado central da cidade.